# Karl Aage Hansen
Karl Aage Hansen (Kerteminde, Dinamarca, 4 de julio de 1921 - Gentofte, Dinamarca, 23 de noviembre de 1990) fue un futbolista danés. Se desempeñó en la posición de centrocampista.

## Selección nacional
Fue internacional con la selección de fútbol de Dinamarca en 22 ocasiones y marcó 17 goles. Debutó el 20 de junio de 1943, en un encuentro amistoso ante la selección de Suecia que finalizó con marcador de 3-2 a favor de los daneses.

## Clubes
| Club               | País       | Año         |
| ------------------ | ---------- | ----------- |
| Akademisk Boldklub | Dinamarca  | 1941 - 1948 |
| Huddersfield Town  | Inglaterra | 1948 - 1949 |
| Atalanta B. C.     | Italia     | 1949 - 1950 |
| Juventus F. C.     | Italia     | 1950 - 1953 |
| U. C. Sampdoria    | Italia     | 1953 - 1954 |
| Calcio Catania     | Italia     | 1954 - 1957 |

## Palmarés

### Campeonatos nacionales
| Título    | Club               | País      | Año     |
| --------- | ------------------ | --------- | ------- |
| Superliga | Akademisk Boldklub | Dinamarca | 1942-43 |
| Superliga | Akademisk Boldklub | Dinamarca | 1944-45 |
| Superliga | Akademisk Boldklub | Dinamarca | 1946-47 |
| Serie A   | Juventus F. C.     | Italia    | 1951-52 |

### Copas internacionales
| Título                                    | Equipo                 | País      | Año  |
| ----------------------------------------- | ---------------------- | --------- | ---- |
| Medalla de bronce en los Juegos Olímpicos | Selección de Dinamarca | Dinamarca | 1948 |